# Mihajlo Obrenović III

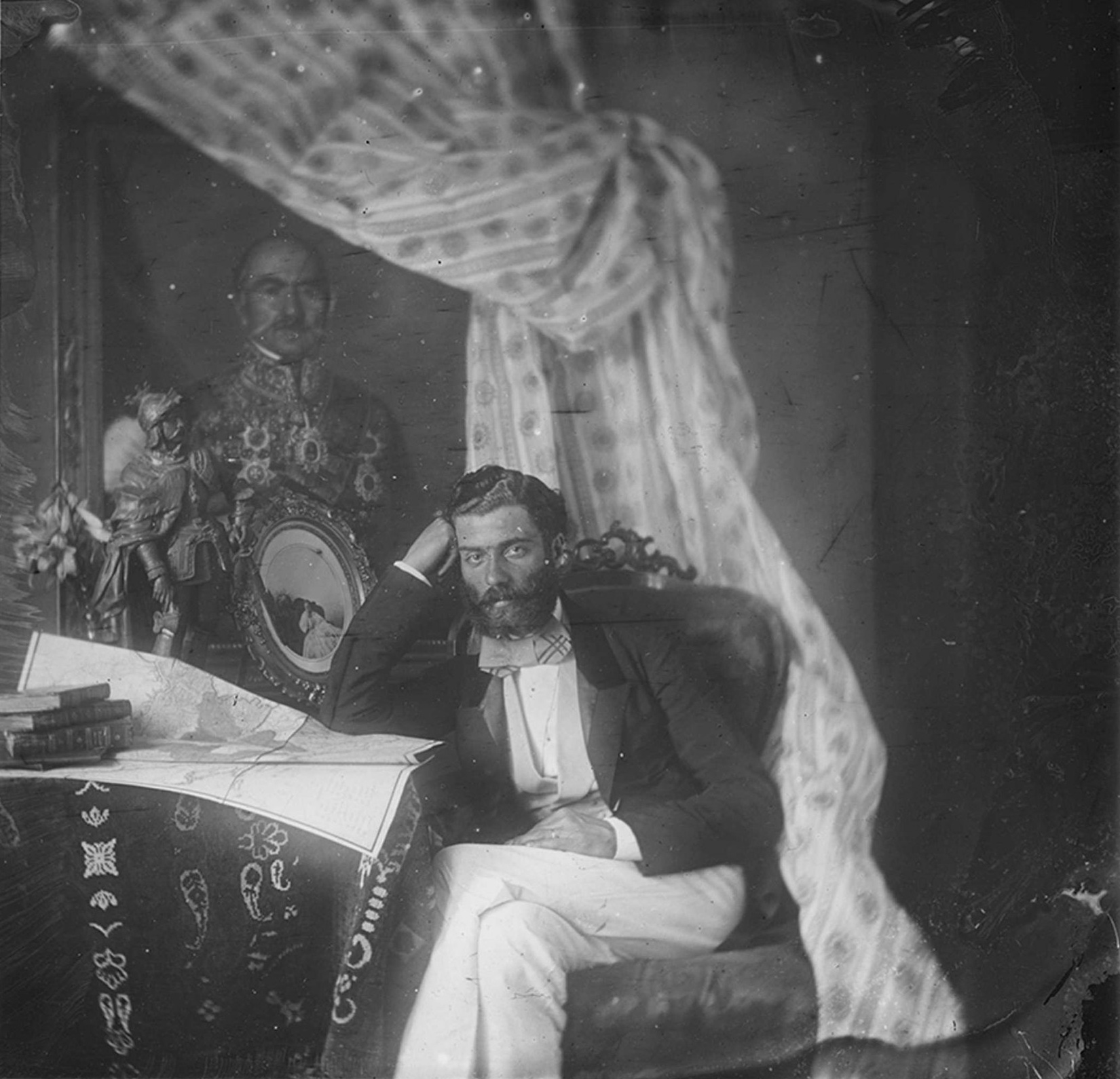
Mihajlo Obrenović III.

Mihajlo Obrenović III, född den 16 september 1823 i Kragujevac, död den 10 juni 1868, var en serbisk furste. Han regerade två gånger: från 1839 till 1842, och från 1860 till 1868.  
Mihajlo Obrenović blev 1839 efter sin bror Milans död kallad till furste och tillträdde regeringen 1840, efter att ha erhållit Turkiets erkännande, men blev redan 1842 fördriven genom en av senatorn Vučić ledd resning. Efter Alexander Karađorđevićs störtande återvände han med sin far och omedelbart efter dennes död, 26 september 1860, utropades han i kraft av arvsrätt till furste. 
Mihajlo Obrenović hade västerländsk bildning, som han förkovrat under resor i Europa, och hans styrelse betecknade ett betydande framsteg i laglighet och humanitet framför faderns despotiska regemente. Genom en författningsändring 1861 ökades furstens maktställning i jämförelse med 1838 års grundlag, och armén förstärktes genom en ny härordning. Med Turkiet förekom ständiga konflikter, i vilka Serbien tack vare stormakternas understöd vann betydande framgångar; den viktigaste var turkarnas utrymning av citadellet i Belgrad och övriga fästningar 1867. 
Mikaels äktenskap med den sköna och intelligenta Julia Hunyadi, som under resor i Väst-Europa lyckats utöva ett visst inflytande till Serbiens förmån, var barnlöst, och i hopp att grundlägga en dynasti skilde han sig från henne och förlovade sig med sin släkting Katarina Konstantinović. Hans framtidsplaner korsades emellertid, i det han lönnmördades under en promenad med sin fästmö i parken vid Topcider; dådet begicks av några anhängare till huset Karađorđević.